# Fall (sång)
"Fall" är en låt framförd av den amerikanska artisten Brandy, inspelad till hennes femte studioalbum Human (2008). Den skrevs av Brian Kennedy Seals, Brandy, popsångaren Natasha Bedingfield och LaShawn Daniels. Den pianodrivna balladen handlar om konsten att våga släppa taget och bli kär på nytt efter en dålig relation. Kritiker noterade att inspirationen eventuellt var hämtad från Brandys uppbrott med pojkvännen Quentin Richardson.
Musikkritikers reaktioner på "Fall" var mestadels positiva till "Fall". Några beskrev den som "het" och jämförde den med material från sångarens andra studioalbum Never Say Never (1998). Brandy och Natasha Bedingfield spelade även in en duettversion av låten som dessvärre inte inkluderades på Human och läckte ut på internet år 2010. Sångarna försökte först spela in "Fall" i Atlanta men stördes av R&B-sångaren Chris Brown och hans vänner. Brandy och Bedingfield färdigställde låten två veckor senare i Los Angeles. 

## Inspelning och komposition

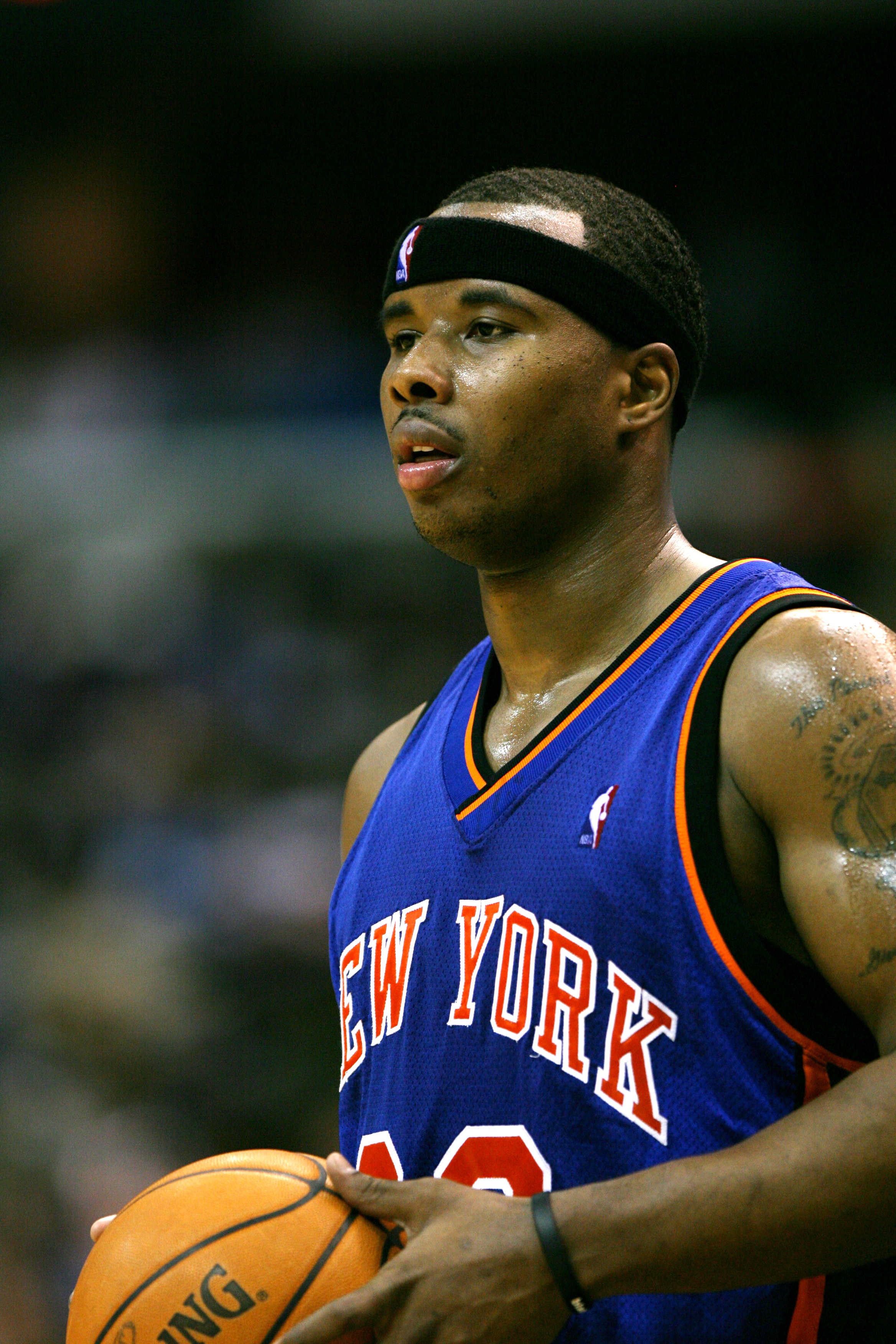
Vissa kritiker noterade att inspirationen bakom låten kanske var hämtad från Brandys splitt med pojkvännen Quentin Richardson.

"Fall" är en R&B- och poplåt som pågår i fyra minuter och tjugoen sekunder (4:21). Den skrevs av Brian Kennedy Seals, Brandy, popsångaren Natasha Bedingfield och LaShawn Daniels. Låten producerades av Kennedy och spelades in av Josh Mosser, John D. Norten och Greg Ogan vid inspelningsstudion The Boom Boom Boom i Burbank, Kalifornien. "Fall" ljudmixades av Manny Marroquin med assistans från Chris Plata och Erik Madrid vid Larrabee Sound Studios i Los Angeles, Kalifornien. Den innehåller mestadels piano och handlar om konsten att våga släppa taget och bli kär på nytt efter en dålig relation. I refrängen upprepar hon: "Fall - don't be afraid/Fall - 'cause I'm on my way/Fall - with all of my faith/Just fall - I'll be okay". Latifah Muhammad vid The Boombox noterade att inspirationen bakom låten kanske var hämtad från Brandys splitt med pojkvännen Quentin Richardson. 
| ”                                             | När man är i en relation tror man att det kommer hålla för evigt. Men plötsligt gör det inte det längre. Hela ens värld vänds uppochned. Under en väldigt lång tid kunde jag inte acceptera att jag inte var tillsammans med personen jag älskade. När man väl börjat älska någon är det inte lätt att sluta [...] Jag tänker försöka om och om igen tills jag hittar den rätta!" | „ |
| – Brandy i samband med en intervju om "Fall". | |   |

## Mottagande

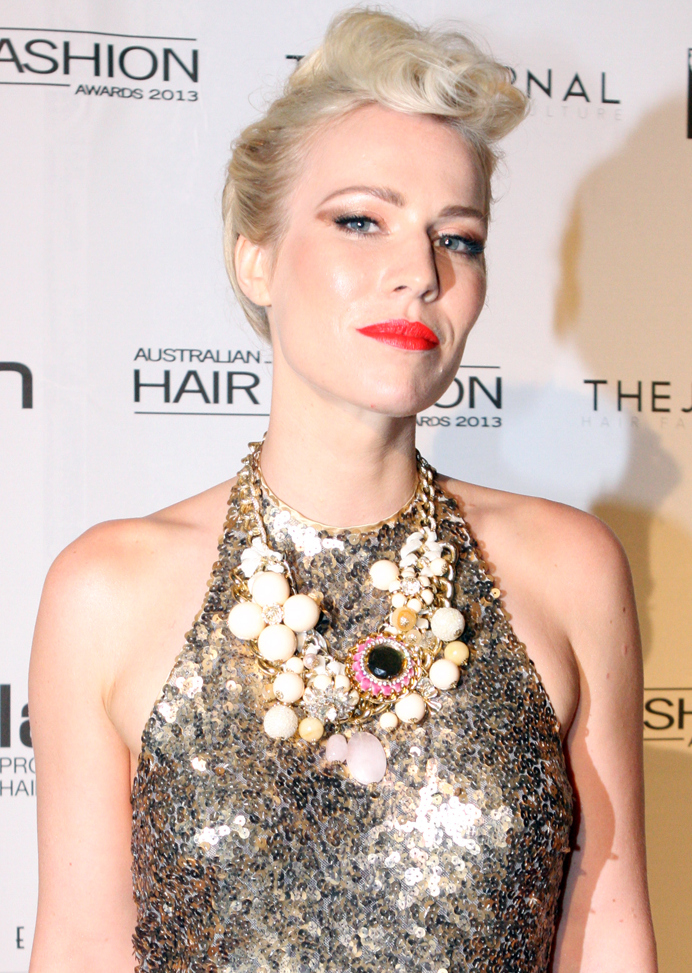
Den brittiska popsångaren Natasha Bedingfield var delaktig i skrivandet av "Fall".

Musikkritikers reaktioner på "Fall" var mestadels positiva. Andy Kellman vid AllMusic ansåg att Human var Brandys minst "roliga" album och noterade: "Själ-sökande ballader som "Human" och "Fall" får en att tappa modet. Men det finns i alla fall inget tvivel om Brandys otvingade ärlighet." Toya från webbplatsen Toya'z World var betydligt mera positiv till stycket som hon "älskade med hela hjärtat". I sin recension skrev hon: "Lagerna av hennes sång, låttextens renhet och de pianodrivna melodierna gör den här låten till rent crack. Det här är den Brandy som jag verkligen uppskattar. Det verkar också som hennes röst har blivit starkare och vad hon åstadkommer på denna låt är imponerande." Hon avslutade sin recension med att skriva att "Fall" skulle ha varit en "perfekt" uppföljare till huvudsingeln "Right Here (Departed)".
Tha Feedback tyckte att låten var "het" och ansåg att den skulle ha passat bra på sångarens andra studioalbum Never Say Never (1998). Rap-Up ansåg att "Fall" var ett av de mest framträdande spåren på Human medan Talia Kraines från BBC Music ansåg att stycket var "uppmuntrande".

## Duettversionen med Natasha Bedingfield
I augusti 2008 avslöjades att Brandy och Natasha Bedingfield planerade att spela in en duettversion av "Fall". Duon planerade att spela in sina respektive delar i slutet av mars 2008 i Atlanta men hann aldrig färdigställa stycket. Enligt uppgifter kom R&B-sångaren Chris Brown och hans följe till inspelningsstudion där de "härjade runt" och högljutt spelade hans låtar. Brandy och Natasha gav slutligen upp och bokade studiotid i Los Angeles två veckor senare. Duettversionen av "Fall" pågår i tre minuter och fyrtiosju sekunder. Musiken är den samma som på Brandys soloversion. Vid utgivningen av Human hade låten dessvärre inte inkluderats på innehållsförteckningen. Duetten läckte ut på internet under första kvartalet av 2010. Webbplatsen True Exclusives noterade att sångarna lät "jättebra" tillsammans och ansåg att duetten skulle ha inkluderats på skivan och, dessutom, getts ut som en musiksingel.

## Musikmedverkande
- Brandy Norwood – huvudsång, bakgrundssång, låtskrivare
- Natasha Bedingfield – låtskrivare, huvudsång
- LaShawn Daniels – sångproducent, låtskrivare
- Brian Kennedy – producent, låtskrivare
- Josh Mosser – inspelning
- John D. Norten – inspelning
- Greg Ogan – inspelning
- Manny Marroquin – ljudmix
- Chris Plata – ljudmix (assistans)
- Erik Madrid – ljudmix (assistans)